# Суткус, Антанас (режиссёр)
Антанас Суткус (лит. Antanas Sutkus; 21 января 1892, дер. Шальнине, Сувалкская губерния, Российская империя (ныне Шакяйский район Литвы) — 5 апреля 1968, Каунас, Литовская ССР) — литовский режиссёр, театральный деятель, критик, теоретик театра, экспериментатор и педагог. Один из первых литовских профессиональных театральных деятелей.

## Биография
После окончания Мариампольской гимназии, изучал медицину в университетах Киева и Москвы. Был знаком с Ю. Балтрушайтисом, который предложил ему вступить в драматическую студию Ф. Комисаржевского в Москве. В 1916 году А. Суткус окончил эту студию, после чего в 1916—1918 гг. играл в театре К. Незлобина и Комиссаржевской. Активно участвовал в театральной деятельности литовской диаспоры в Москве.
После Октябрьской революции вернулся на родину. С 1918 года участвовал в создании Государственного театра в Каунасе.
В 1919 году в Каунасе А. Суткус основал сатирический театр «Оборотень» («Vilkolakis») и был его руководителем. В 1920 году открыл Школу актёрского мастерства. Преподавал курс теории театра и импровизации.
В 1926—1928 гг. — директор Государственного театра и его режиссёр (1934—1944) (ныне Каунасский государственный драматический театр). С момента создания в 1929 году и до начала Второй мировой войны работал на Каунасском радио.
В годы немецкой оккупации жил в деревне. В 1945 году активно участвовал в возрождении Каунасского театра, в 1945—1947 гг. был его художественным руководителем.
После выхода на пенсию, в 1948 году, принимал участие в создании Литовского музея театра, музыки и кино, в котором сейчас хранится архив режиссёра. В течение долгого времени руководил Департаментом общества ветеранов театральной сцены.
Автор книги воспоминаний "Театр «Оборотень».
Похоронен на Пятрашюнском кладбище Каунаса.

## Избранные театральные постановки
- «Бируте» М.Пятраускас
- «Демон» А.Рубинштейн
- «Шарунас» В.Креве-Мицкявичюс
- «Дети солнца» М.Горький
- «Винцас Кудирка» К.Инчюра
- «Вильгельм Телль» Ф.Шиллер

## Награды
- Орден Великого князя Литовского Гядиминаса 3 степени (1930).

## Память
- На доме в Каунасе, где жил А. Суткус установлена мемориальная доска.